# Borgward IV
Der Schwere Ladungsträger (Sd.Kfz. 301) Borgward B IV (Sd.Kfz. = Sonderkraftfahrzeug) war ein nach Beginn des Zweiten Weltkrieges bei Borgward für die Wehrmacht entwickeltes Kettenfahrzeug, welches ferngesteuert eine Sprengladung an einem Ziel absetzen konnte, die dann per Funk gezündet wurde, nachdem das Fahrzeug den Gefährdungsbereich verlassen hatte.

## Hintergrund
Die deutsche Wehrmacht erbeutete im Rahmen des Westfeldzuges 1940 einige moderne, ferngesteuerte Fahrzeuge der französischen Armee, welche kurz vor der Serienfertigung standen. Das wenig bekannt gewordene Véhicule Pommellet weist in den Abmessungen gewisse Ähnlichkeiten mit dem späteren Borgward B IV auf.
Die Firma Borgward hatte bereits seit 1938 auf Veranlassung des Heereswaffenamtes an ferngesteuerten Fahrzeugen gearbeitet. Hierbei waren die Minenräumwagen Borgward B I und Borgward B II entstanden, welche als Sonderkraftfahrzeug 300 kurz vor Beginn des Westfeldzuges in Produktion gingen. Ein Borgward B III, von dem laut Literatur zumindest Prototypen entwickelt worden sind, ging, nachdem die französischen Fahrzeuge erbeutet worden waren, nicht mehr in die Fertigung.
Im Gegensatz zum französischen Fahrzeug war der Borgward B IV in der Lage, die Sprengladung vor der Detonation abzusetzen und aus der Gefahrenzone zurückzufahren. Die beiden kleineren Ladungsträger, Sd.Kfz. 302 bzw. 303 „Goliath“ und Sd.Kfz. 304 „Springer“ wurden bei der Detonation ihrer Sprengladung jeweils mit zerstört.

## Entwicklung
Im September 1937 hatte das Allgemeine Heeresamt (AHA) die Firma Carl F.W. Borgward zur Entwicklung eines gepanzerten Munitionsschlepper aufgefordert. Zwei Monate zuvor hatte die französische Armee mit der Erprobung des Munitionsschlepper Lorraine 37L begonnen. Der französische Munitionsschlepper Renault UE war bereits länger eingeführt.
Die vom Inspektorat 6 vorgegebene Spezifikation verlangte ein Fahrzeug mit einer Höchstgeschwindigkeit von mindestens 30 km/h und einer Nutzlast von 500 kg und die Fähigkeit weitere 500 kg in einem Anhänger zu ziehen. Entsprechend dem erteilten Auftrag entwickelte Borgward ein gegen SMK-Beschuss gepanzertes Fahrzeug, welches ein Gewicht von 3,5 t hatte und von einem 2,3-Liter-Motor mit 55 PS angetrieben wurde. Die Kettenkonstruktion des als VK 3.01 bezeichneten Fahrzeugs, ähnelte der des bei Borgward produzierten Sd.Kfz. 11, wobei jedoch die Speichen-Laufrollen nicht verschachtelt waren. Es wurde eine 0-Serie von 20 Fahrzeugen beauftragt, wobei die Firma Schoeller-Bleckmann Stahlwerke AG in Ternitz den Auftrag zur Fertigung der Panzerwannen erhalten hatte. Nach den Tests war das Heereswaffenamt, welches für die Umsetzung der AHA Projekte zuständig war, nicht zufrieden und mit einigen Änderungen wurden von einem veränderten Typ, dem gepanzerten Munitionsschlepper (VK 3.02) dann 400 Stück bestellt, die ab Oktober 1941 ausgeliefert werden sollten. Im Oktober 1941 allerdings verlangte das Inspektorat 6 des AHA vom Heereswaffenamt die Entwicklung eines ferngesteuerten Ladungsträgers der eine Sprengladung von 500 kg in einem Ziel platzieren konnte. Seit Monatsbeginn war die Fertigung des VK 3.02 angelaufen, doch hatte sich die grundlegende Situation seit der Freigabe im Frühjahr 1940 sehr verändert. So entschied das Inspektorat 6 am 16. Dezember 1941, dass der Vertrag über 400 auf 200 oder sogar 160 Fahrzeuge reduziert werden solle und Borgward stattdessen 200 bis 240 Sprengstoffträger liefern sollte. Dies wurde möglich, indem Borgward eine große Zahl von Bauteilen aus dem VK 3.02 Projekt für den Sprengladungsträger übernahm. Neben der neuen Aufgabe eine Sprengladung an ein Ziel heranzufahren und abzuwerfen, wurde die ursprüngliche Aufgabe der ersten, ferngelenkten Borgward-Minenräumwagen mit in den Entwurf übernommen. Hierbei sollte eine Druckplatte unter dem Fahrzeug Minen zur Explosion bringen, was dann die schwere 500 kg Ladung auslösen sollte. Die folgende schwere Detonation sollte alle weiteren Minen in 40 m Umkreis zur Explosion bringen.
Dem neuen Fahrzeug wurde die Sonderkraftfahrzeug-Nummer 301 zugeordnet.

## Produktionsausführungen
In Summe wurden 1.193 Stück des Schweren Ladungsträger Borgward B IV gefertigt.

### Borgward B IV a

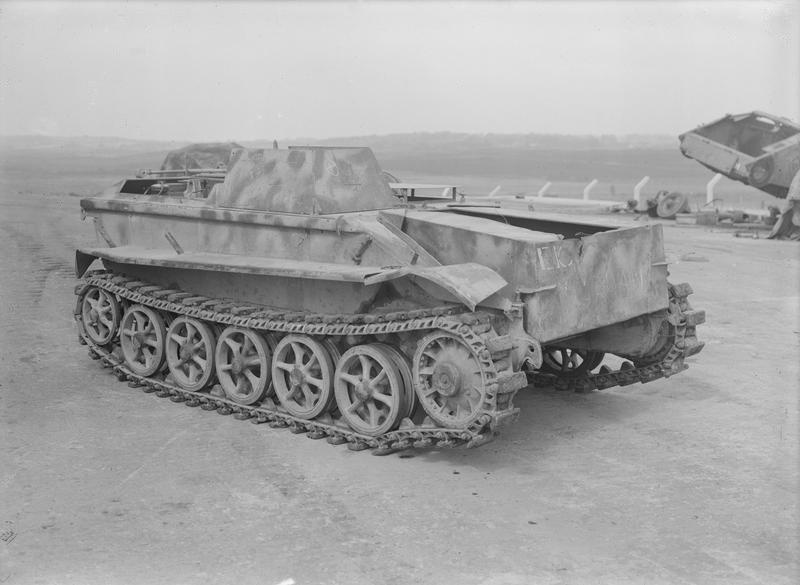
B IV Ausf. a

Die erste Serienvariante des schweren Ladungsträger B IV wurde mit einer Stückzahl von 628 Fahrzeugen gefertigt. Hierbei sind die im April 1942 gefertigten 12 Vorserien-Fahrzeuge eingerechnet. Die Fahrzeuge hatten ein Einsatzgewicht von 3,6 t und wurden von einem Borgward 6-Zylinder Typ 6 M 2,3 RTBV angetrieben. Der Tank fasste 123 l was bei einer Durchschnittsgeschwindigkeit von 38 km/h eine Reichweite von etwa 200 km ermöglichte. Der für die transportierte Sprengladung verwendete Sprengstoff, Ekrasit, war verhältnismäßig sicher. So waren Treffer am Fahrzeug solange verhältnismäßig ungefährlich, wie die Sprengkapsel zur Zündung nicht eingesetzt war. Im schlimmsten Fall brannte das Fahrzeug, wenn es nicht zum Einsatz vorbereitet war nur vollständig aus, ohne dass es zur Explosion kam.
Das Fahrzeug konnte auch mit einem Nebelgerät ausgerüstet werden. Es konnten acht Nebelkerzen abgeworfen oder am ferngesteuerten Fahrzeug gezündet werden, um dem Gegner die Sicht zu nehmen. Das Nebelgerät konnte auch für den Abwurf von chemischen Kampf- oder Entgiftungsstoffen genutzt werden. Zu identifizieren sind diese ersten Fahrzeuge an der gummigepolsterten Kette und anhand einer kleinen Windschutzscheibe für den Fahrer. Diese wurde bei den folgenden Ausführungen durch einen aufstellbaren, dreiseitigen Panzerschutz für den Fahrer ersetzt. Bei der im Einsatz stehenden Ausführung a wurde dieser angesichts vieler Ausfälle von Fahrern an der Front nachgerüstet.

### Borgward B IV b

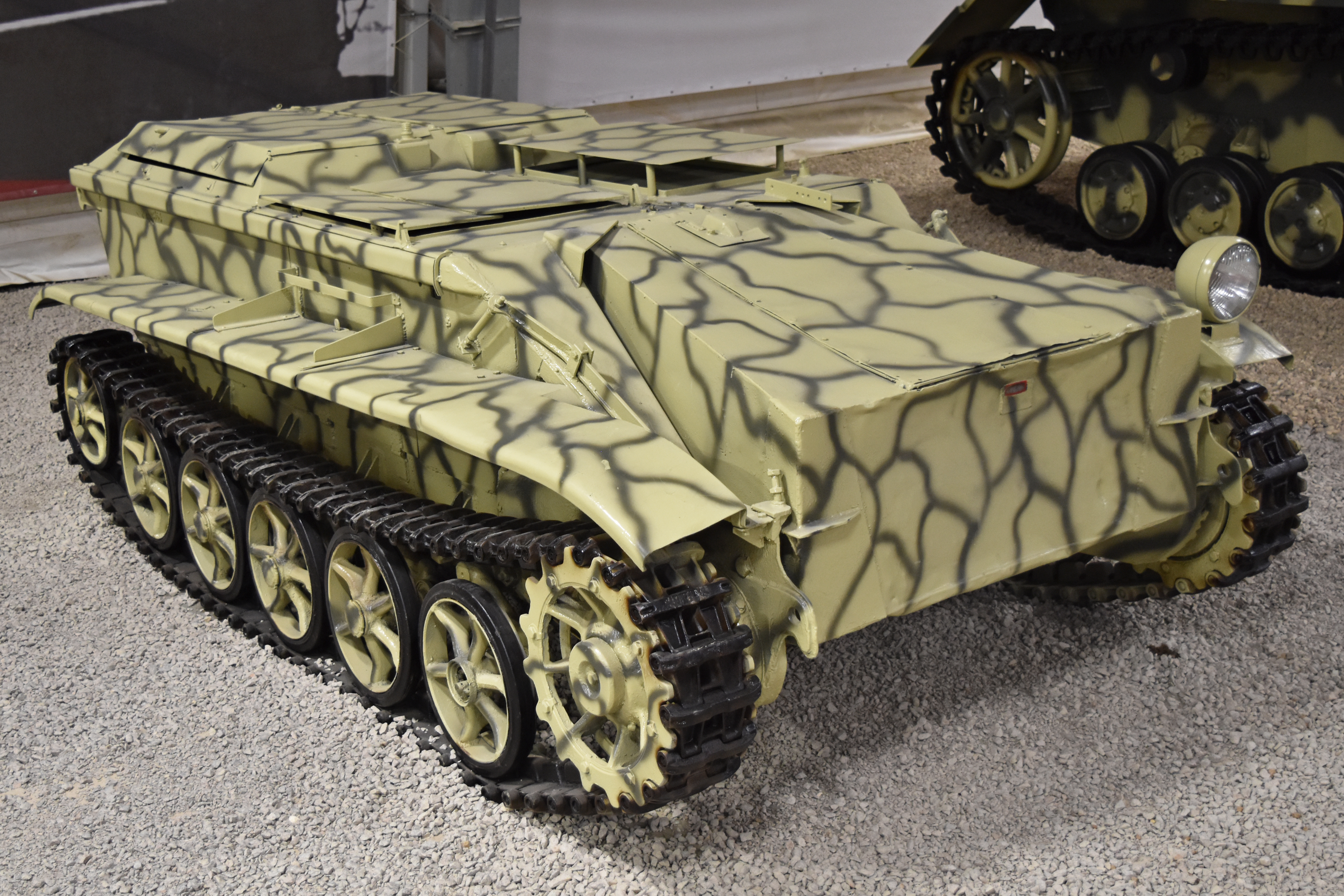
B IV Ausf. b in Kubinka

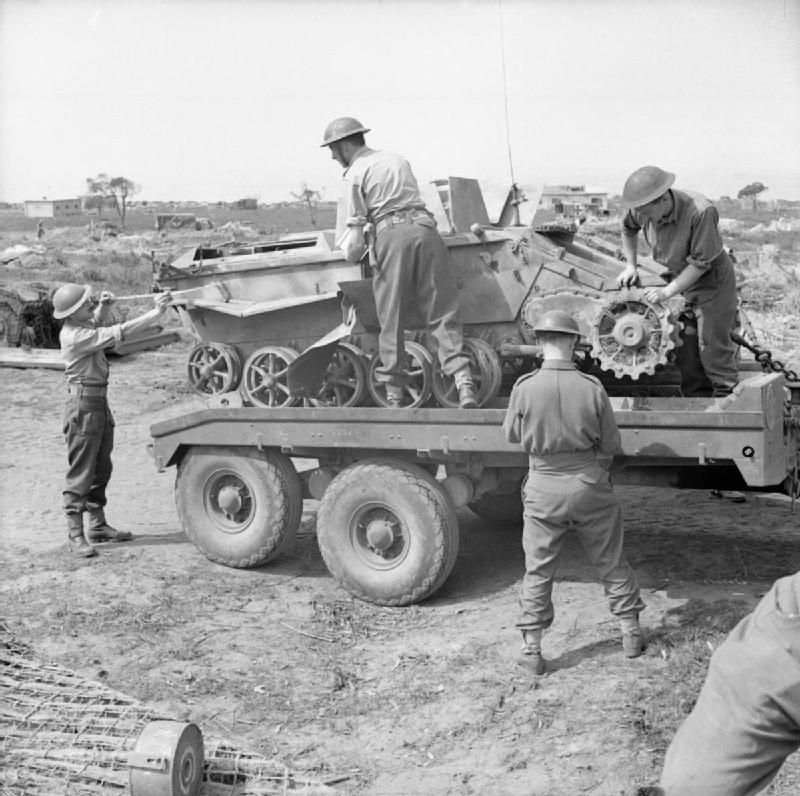
Erbeuteter B IV Ausf. b in Italien

Die zweite Serie wurde mit 260 Fahrzeugen von Juli bis November 1943 gefertigt. Mit der Ausführung B wurde eine ungeschmierte neue Gleiskette ohne Gummipolster eingeführt. Optisch sind B- und C-Fahrzeuge sofort an dieser Kette und den nun verwendeten Zahnkranzleiträdern zu erkennen. Weiterhin wurden die Panzerplatten der Wannenseiten nun in 10 mm Stärke (vorher 5 mm) ausgeführt. Hinzu kam eine 8 mm Zusatzpanzerung an der Fahrzeugfront, die, wie auch teilweise die neuen Ketten, auch bei den Ausf.-a-Fahrzeugen nachgerüstet wurde. Der Fahrer erhielt auf der rechten Fahrzeugseite eine Notausstiegsluke, anhand der Ausf. a und b eindeutig unterschieden werden können, und die Antennenhalterung für den Funkkommandoempfänger wurden vom bisherigen Platz hinter dem Fahrersitz, nach vorne (links von der Fahrerschutzplatte) verlegt. Schon vor Serienbeginn hatte die Truppe eine durchgängige Panzerung von 20 mm gefordert, doch dies war mit der aktuellen Motorisierung nicht möglich.

### Borgward B IV c

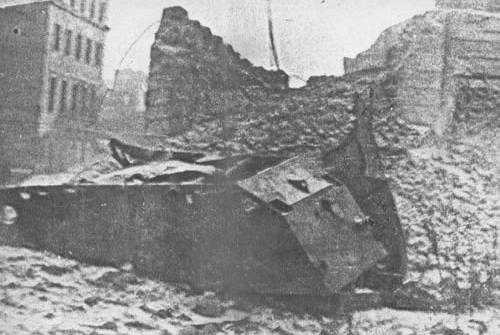
Explodierter auf dem Kopf liegender B IV Ausf. c in Warschau 1944

Die dritte und letzte Serie der schweren Ladungsträger wurde von Dezember 1943 bis September 1944 gefertigt.
In diesem Zeitraum wurden aus einem ursprünglichen Auftrag über 1.000 Stück nur 305 Fahrzeug komplettiert. Entsprechend der vorherigen Forderung der Truppe wurde die Panzerung durchgängig auf 20 mm verstärkt. Diese Maßnahme steigerte das Gewicht auf 4,58 t, was gleichzeitig einen stärkeren Motor erforderte. Der neue Typ 6 B 3,8 war ein 6-Zylinder Vergaser von Borgward und leistete 78 PS.
Die Fahrzeugwanne veränderte sich zugunsten einer offensichtlich vereinfachten Produktionsweise. Die Panzerplatte an den Seiten wurde hinten glatt hochgezogen und lief, wie bei Sd.Kfz. 251, nach hinten spitz aus. Der zuvor am Heck querliegende längliche Auspufftopf wanderte auf die linke Fahrerseite und war mehr rechteckig geformt. Die hintere Abschleppöse ist, wie zuvor schon vorne Teil der Seitenpanzerung und nicht seitlich angeschweißt. Die Abdeckung des hinteren Motorraumes ist nun flach und nicht mehr wie bei den Ausf. a und b zu den Seiten hin abfallend.
Im Fahrwerksbereich erhöhte sich der Abstand der einzelnen Laufrollen, um die Gewichtsbelastung besser zu verteilen. Eindeutig zu identifizieren sind die Ausf. c durch den Wechsel des Fahrerplatzes von rechts nach links, was natürlich auch Änderungen im Innenraum des Fahrzeugs erforderte.

## Technik

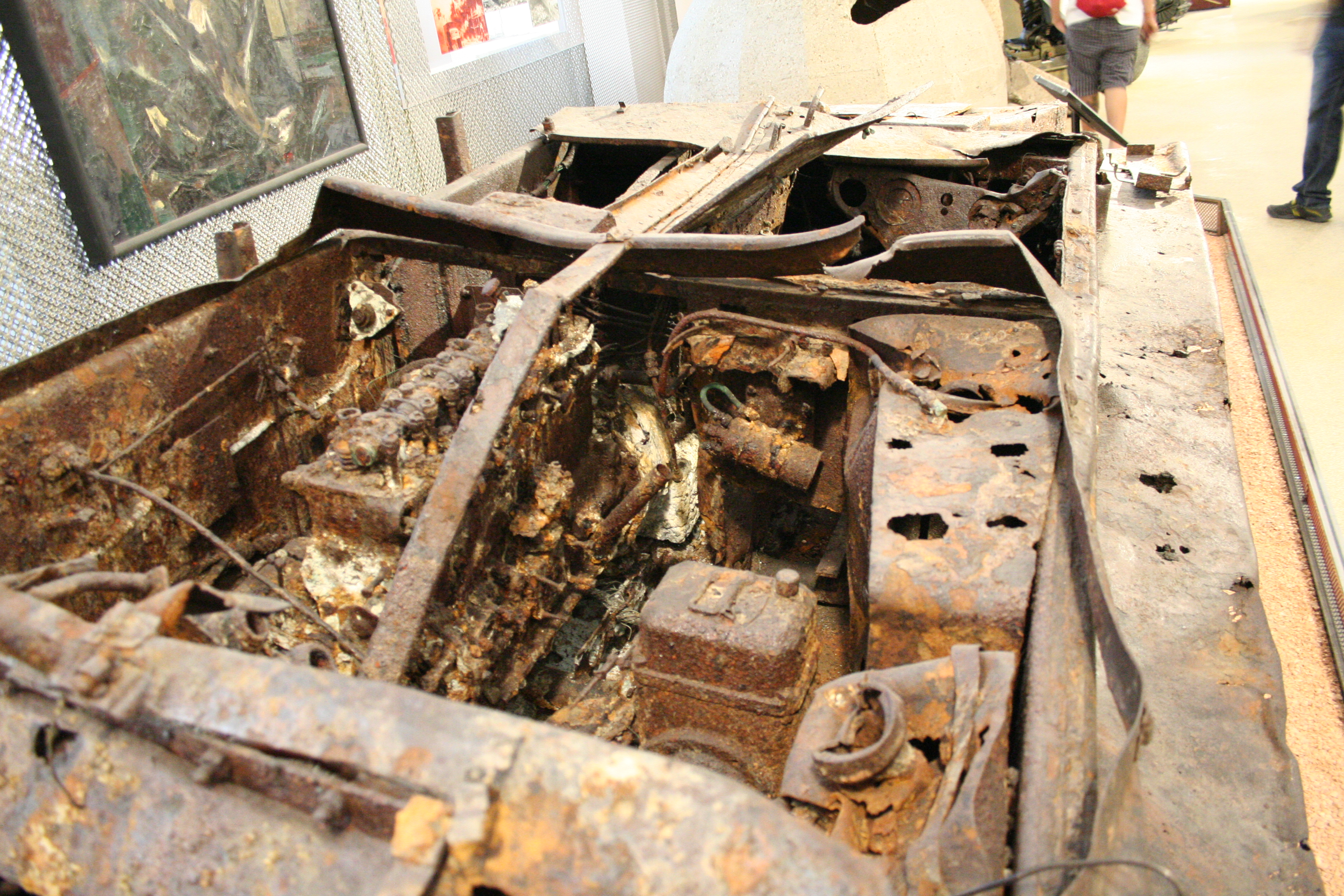
Aufteilung des Innenraums im Bodenfund des HGM Wien

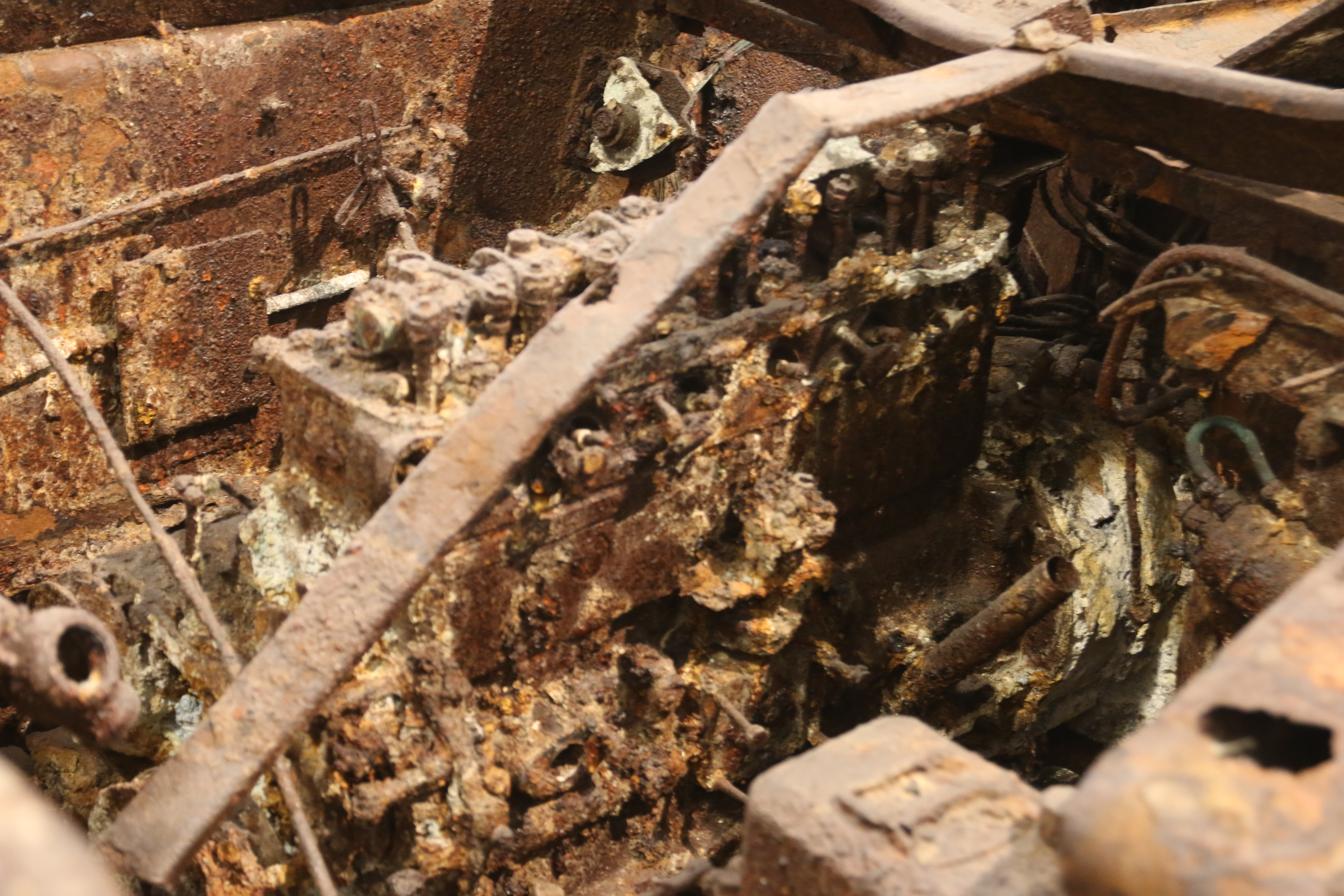
Stark verwitterter Reihensechszylindermotor eines Borgward IV

Der Borgward IV ist ein kettengetriebenes und gepanzertes Fahrzeug. Es ist etwa 3658 mm (US-Bericht) oder 3962 mm (Bradford) lang, 1829 mm breit und 1397 mm hoch. An der Vorderseite ist es mit 10 mm starken Panzerplatten gepanzert, an den Seiten mit insgesamt 13 mm starken Platten. An der stärksten Stelle ist die Panzerung bis zu 20 mm stark. Die Masse des Borgward IV beträgt laut Bradford und US-Bericht ca. 3600 kg, im HGM Wien ist die Masse mit 4500 kg angegeben. Davon stark abweichend spricht Tarczyński von 5000 kg. Fritz Trenkle schreibt, dass es unterschiedliche Ausführungen mit Massen von 4000 kg bis 6000 kg gab. Das Fahrzeug hat eine geschweißte Panzerwanne, die in drei Segmente unterteilt ist. Im Heckbereich ist der Motor mitsamt Fahrzeughydraulik und Funkausrüstung eingebaut. In einem der vorderen Segmente ist das Getriebe eingebaut, daneben ist der Fahrerplatz im dritten Segment. Angetrieben wird das Fahrzeug von einem wassergekühlten Reihensechszylinderottomotor mit 3745 cm³ Hubraum und OHV-Ventilsteuerung, der Laut US-Bericht eine Leistung von 80 hp (60 kW) entwickelt, im HGM ist die Leistung mit 70 PS (51 kW) angegeben. Tarczyński nennt eine Leistung von 57 kW. Vom Motor wird das Drehmoment über eine Nasskupplung auf das Getriebe übertragen, das einen lang übersetzten Gang und einen Kriechgang hat. In beiden Gängen kann vorwärts und rückwärts gefahren werden. Vom Getriebe wird das Drehmoment über vier Stirnräder auf die vorderen Antriebsräder übertragen. Das Fahrzeug hat Drehstabfedern. Je Seite laufen die Gleisketten in fünf Rädern, sie werden mittig geführt. Die Laufflächen sind demontierbar und aus Gummi, die Breite beträgt ca. 200 mm. Damit kann der Borgward IV ca. 50 km/h schnell fahren. Die Sprengladung ist an der Fahrzeugfront angebracht und kann abgesenkt und abgesetzt werden. Über die Sprengladung gibt es unterschiedliche Angaben, im HGM ist die Masse mit 500 kg Ekrasit angegeben, der US-Bericht spricht von 800 lb (363 kg), George Bradford und Fritz Trenkle geben wie das HGM 500 kg an. Weitere Quellen nennen 450 kg. Die Funkfernsteuerung arbeitet mit einem Überlagerungsempfänger mit Amplitudenmodulation und einer Frequenz von 24,6 MHz. Die Zwischenfrequenz beträgt 0,464 MHz.

## Einsatz

### Einsatztechnik

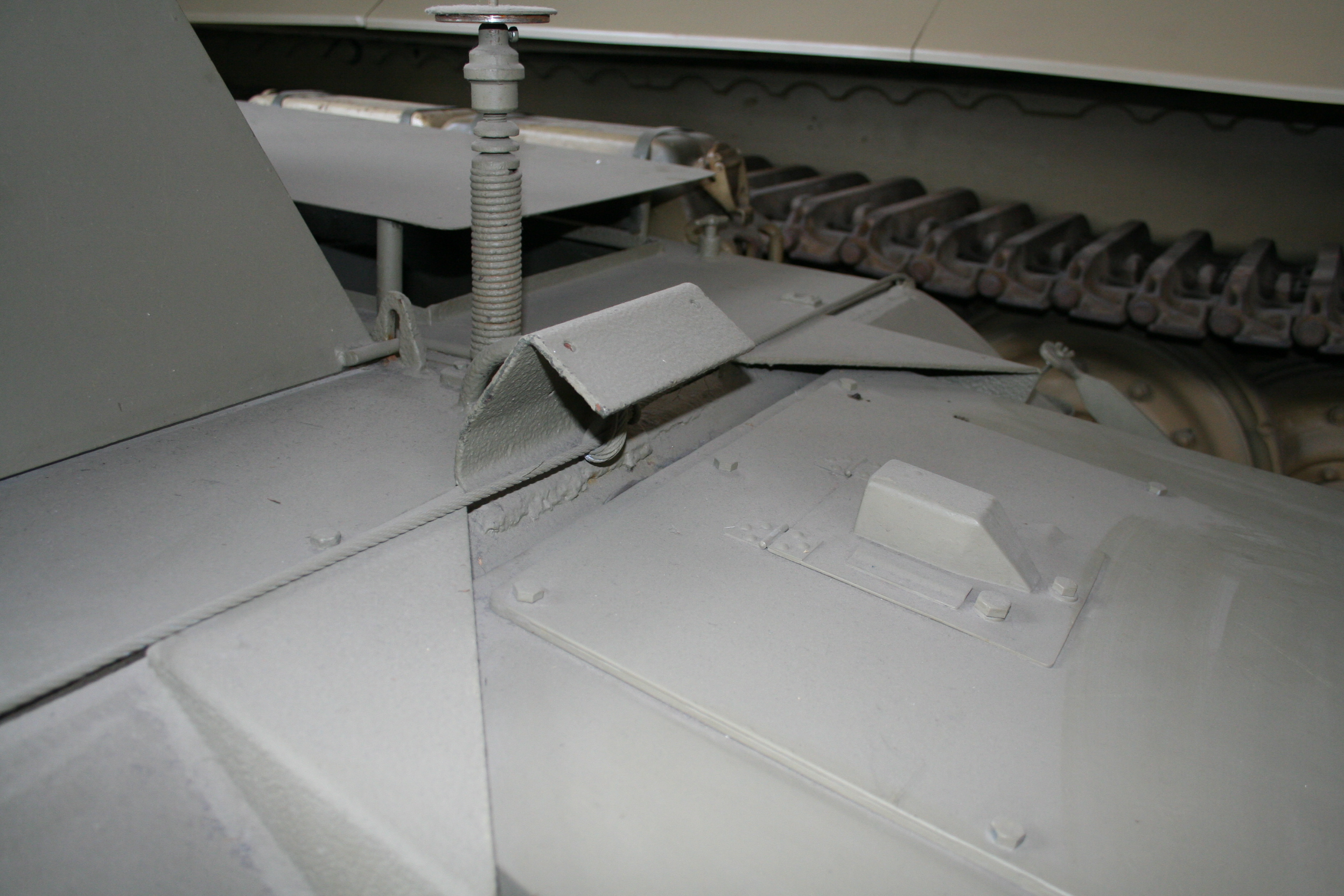
Bugbereich mit Abwurfvorrichtung und Sprengkapsel-Klappe

Die gemischten Verbände aus Leitpanzern und Borgward B IV fuhren gemeinsam in eine Ausgangsstellung für einen Angriff. Erst in der Ausgangsstellung wurde die Sprengpatrone in die spezielle Öffnung in der oberen Klappe der abzuwerfenden Ladung eingesetzt. Wie sich herausstellte gerieten die Einheiten bereits bei der Annäherung unter gezieltes Feuer von Scharfschützen oder aus weitreichenden Maschinengewehren, was bei der Ausf. a zu vielen Ausfällen von Fahrern führte, da deren Kopf anfänglich von keinerlei Panzerung geschützt war.
War ein Funklenkpanzer nah genug ans Ziel herangekommen, aktivierte der Fahrer die Funklenkung und stieg aus dem Fahrzeug aus. Dieser Moment war für den Fahrer der gefährlichste, da er dabei nahezu ungeschützt war.
Danach wurde das Fahrzeug weiter per Funkbefehl zum endgültigen Zielort geführt. Dort wurde ferngesteuert die Sprengladung abgeworfen und das Fahrzeug per Funk aus dem Gefahren- bzw. Explosionsbereich zurückgezogen.

### Einsatzgeschichte
1942 wurden die ersten Fahrzeuge an das Heereswaffenamt übergeben.
Die ersten Fahrzeuge gingen an die Panzer-Abteilung 300 (FL), die ursprünglich speziell für den Einsatz von Funklenk-Geräten als  Minenräum-Abteilung 1 aufgestellt worden war. Diese war, neben der Ausrüstung mit den schweren Ladungsträgern, mit PzKpfw III Ausf. J mit der speziellen Funkausrüstung des Kommandogebers ausgerüstet. Bei diesem Modell eines Leitpanzers war eine Gerätekiste für die funktechnische Ausrüstung hinter dem Turm montiert. Im Sommer 1942 kam der Verband im Raum Sewastopol zum Einsatz.
Ein weiterer Einsatz der schweren Ladungsträger erfolgte im Rahmen des Versuchs-Kommando (FL) Tropen in Nordafrika. Die Erprobung mit Leichtem und Schwerem Ladungsträger sowie zusatzgepanzerten Leitpanzern III Ausf. J ist fotografisch im Raum Bengasi dokumentiert. Es handelte sich jedoch um einen sehr kleinen Verband mit nur drei Borgward B IV.
Am 9. September 1942 wurde aus der Panzer-Abteilung 300 (FL) die Panzer-Abteilung 301 (FL), welche im Winter 1942/43 bei der Heeresgruppe Nord vor Leningrad zum Einsatz kommen sollte. Hier zeigte sich, dass die Ölsteuergeräte der Fernbedienung nicht für die große Kälte dieser Jahreszeit im Norden der Sowjetunion geeignet war. Da diese einfroren konnten die Fahrzeuge nicht ferngelenkt werden.
Ausgebildet wurden die Fahrer der Fahrzeuge nun bei der Panzer-Versuchs- und Ersatz-Abteilung 300 (Fkl) auf dem Truppenübungsplatz Berka / Thüringen in der Nähe von Eisenach.
Eine weitere Reorganisation erfolgte von Januar bis April 1943 aus der Panzer-Abteilung 301 (FL) wurde die Panzer-Abteilung 301 (Fkl) und mit auf die Funklenkgeräte spezialisierten Soldaten wurden vier weitere selbstständige Funklenk-Kompanien (Panzer-Kompanie (Fkl) 311/312/313/314) aufgestellt. Außer der Pz-Kp (Flk) 313 erhielten allen neuen Kompanien Sturmgeschütz III als Leitfahrzeuge. Die Pz-Kp (Flk) 313 erhielt verschiedene Leitpanzer III Modelle. Die Funklenk-Einheiten kamen während der Angriffskämpfe des Sommers 1943 im Raum Kursk zusammen mit den schweren Panzerjägern vom Typ Ferdinand und mit den Panzern der schweren Panzer-Abteilung 505 zum Einsatz. Im gleichen Jahr wird die 1. Kompanie / Panzer Abteilung (Fkl) 301 in die selbstständige Panzer-Kompanie (Fkl) 315 umgegliedert. In Deutschland wird eine weitere Kompanie (Panzer-Kompanie (Fkl) 316) aufgestellt.

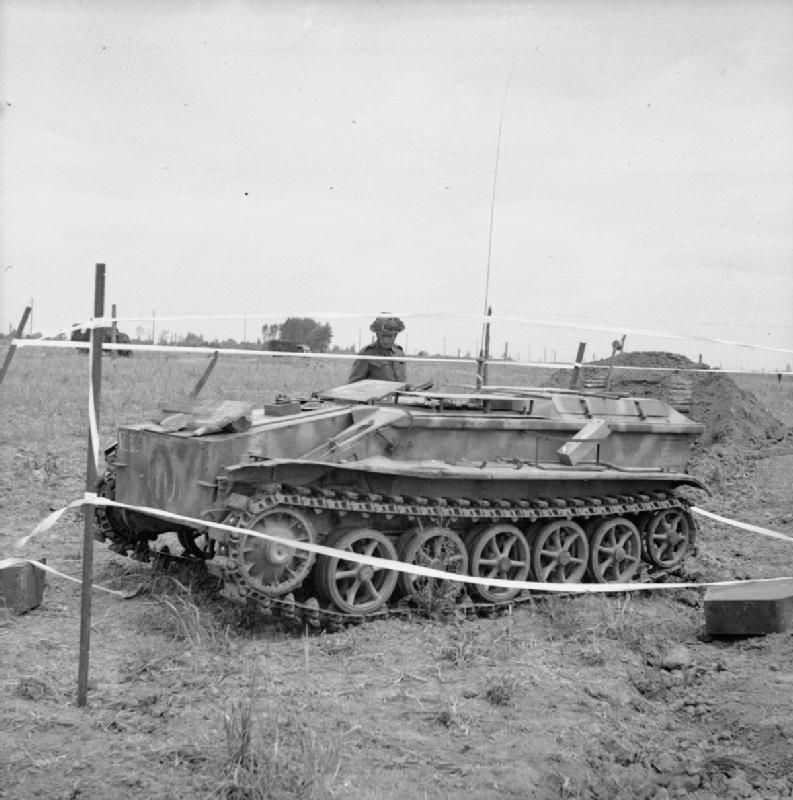
Erbeutet in der Normandie

Anfang 1944 werden die Pz-Kp (Fkl) 313 und 314 in Tiger-Abteilungen eingegliedert. Sie werden zu den Kompanien 3. (Fkl) / Panzer-Abteilung 508 und 3. (Fkl) / Panzer-Abteilung 504. Die Pz-Kp (Fkl) 316 wurde der in Frankreich neu zur Ausrüstung mit Panzerkampfwagen Tiger Ausf. B (Königstiger) befindlichen Panzer-Lehr-Division unterstellt. Die Panzer-Abteilung (Fkl) 301 verlegt ebenfalls nach Frankreich und die Pz-Kp (Fkl) 312 wird neue 1./ Panzer-Abteilung (Fkl) 301.
Im Sommer 1944 kommt die 3. (Fkl) / Panzer-Abteilung 504 in Italien nördlich der „Albert-Linie“ zum Einsatz. Die Panzer-Abteilung 301 (Fkl) verlegt aus der Normandie am 5. Juni 1944, einen Tag vor der alliierten Invasion, in den Raum Lemberg in der Ukraine. Gegen die Landungstruppen in der Normandie kommen die beiden Kompanien Pz-Kp (Fkl) 315 und 316 und die noch nicht in den Osten abtransportierte 4./ Panzer-Abteilung (Fkl) 301 zum Einsatz. In Deutschland wird die neue Panzer-Kompanie (Fkl) 317 aufgestellt.
Ende Juni 1944 wird befohlen die Panzer-Abteilung (Fkl) 302 aufzustellen. Dazu werden die Pz-Kp (Fkl) 315 als 2. Kompanie, die Pz-Kp (Fkl) 316 als 1. Kompanie und die neue Pz-Kp (Fkl) 317 als 3. Kompanie verwendet. Der neu aufgestellte Verband kommt im August 1944 im Raum Warschau und in der Stadt zum Einsatz. Die Pz-Kp (Fkl) 311 wird zur 4./ Panzer-Abteilung (Fkl) 302. Beim ersten Einsatz eines Borgward B IV c während des Warschauer Aufstands kommen am 13. August 1944 bei einer Explosion über 300 Menschen zu Tode, Soldaten der Polnischen Heimatarmee und Zivilisten.
Im Spätsommer 1944 (August/September) verlegt die Panzer-Abteilung (Fkl) 301 auf den Truppenübungsplatz Grafenwöhr, wo 31 Tiger I als Neuausrüstung übernommen werden. Danach ändert sich die Bezeichnung auf Panzer-Abteilung (Tiger/Fkl) 301. Die neu aufgestellte Panzer-Kompanie (Fkl) 319 kommt bei den Rückzugs- und Abwehrkämpfen im Raum Lüttich-Aachen zum Einsatz.
Die letzten Monate des Jahres 1944 (Oktober bis Dezember) steht die Panzer-Abteilung (Fkl) 302 im ostpreußischen Grenzland und wird später auf dem Truppenübungsplatz Mielau aufgefrischt. Die Panzer-Abteilung (Tiger/Fkl) 301 kämpft entlang der Ruhrfront im Westen mit der unterstellen Pz-Kp (Fkl) 319 gegen die vorstoßenden US-amerikanischen Streitkräfte.
In den ersten Monaten des Jahres 1945 steht die Panzer-Abteilung (Fkl) 302 in Ostpreußen im Einsatz und verliert nahezu die gesamten Fahrzeuge. Teile der Einheit können sich nach Bildung des Kurland-Kessels über die Ostsee zurückziehen. Bereits im Januar 1945 verlegen 4./ Panzer-Abteilung (Fkl) 301, 4./ Panzer Abteilung (Fkl) 302 und Pz-Kp (Fkl) 319 auf den Truppenübungsplatz Grafenwöhr. Dort wird mit dem Personal eine neue Panzer-Abteilung (Fkl) 303 aufgestellt (im Februar werden 10 Jagdpanzer IV zugeteilt), welche jedoch über keinerlei Funklenk-Gerät verfügt. Gleichzeitig wird ein Funklenk-Panzer-Zug 303 mit vorhandenen Sturmgeschützen und Borgward B IV gebildet, welcher der 25. Panzergrenadier Division unterstellt wird.
Im April - Mai 1945 wird auf dem Truppenübungsplatz Grafenwöhr die Panzer-Vernichter-Abteilung 1 aufgestellt. Hierzu wurden 56 dort vorhandene Borgward B IV verschiedener Ausführungen umgebaut und erhielten eine Bewaffnung in Form einer Halterung für sechs 8,8-cm-Raketenpanzerbüchsen 54 (Panzerschreck), dieses Fahrzeug wird heute auch als Borgward „Wanze“ bezeichnet. Nach Aufstellung wird dieser kleine Verband in den Großraum Berlin transportiert und scheint nach bekannten Bilddokumenten auch in den Abwehrkämpfen in Berlin zum Einsatz gekommen zu sein.
Die Panzer-Abteilung (Fkl) 303 wird zusammen mit dem Fkl-Pz-Zug 303 an die Oderfront verlegt und dort in den schweren Abwehrkämpfen nahezu aufgerieben. Überreste werden in die 18. Panzergrenadier Division eingegliedert und letztlich im Raum Berlin vernichtet. Die Panzer-Abteilung (Tiger/Fkl) 301 findet ihr Ende nach den Rückzugskämpfen im Westen im Ruhrkessel. Die Panzer-Versuchs- und Ersatz-Abteilung 300 (Fkl) wird zuletzt ohne Gerät infanteristisch im Raum Fulda eingesetzt.

## Funde

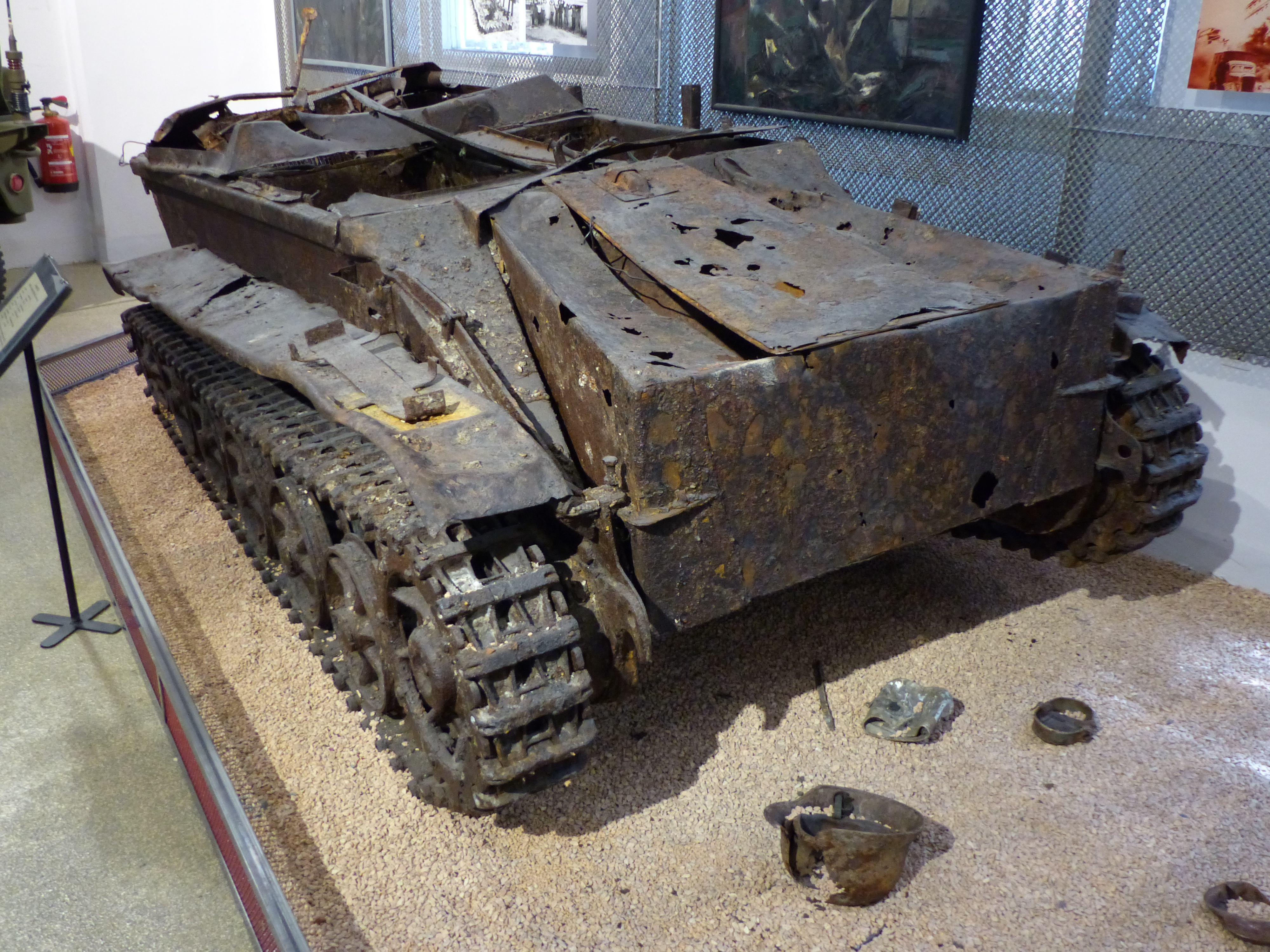
Borgward IV im Heeresgeschichtlichen Museum Wien

Am 31. März 2010 wurde bei Abbruch- und Erdarbeiten am Wiener Südbahnhof neben anderen Kriegsrelikten aus der Schlacht um Wien auch ein gut erhaltener Borgward IV Ausführung C gefunden. Er wurde von Experten des Heeresgeschichtlichen Museums Wien geborgen, dort gereinigt und konserviert und wird nunmehr in der Dauerausstellung des Museums gezeigt.

## Varianten

### Borgward B IV Panzerjäger „Wanze“
Als Anfang 1945 auf dem Truppenübungsplatz Grafenwöhr Borgward B IV verschiedener Ausführungen zurückblieben, wurde entschieden mit diesen Fahrzeugen einen improvisierten Panzerjäger zu bauen. Wer den Gedanken zu diesem Umbau aufbrachte ist nicht überliefert, doch es steht fest, dass sich derjenige einige Gedanken über die Konzeption des Fahrzeugs gemacht haben muss. Es wurde ein Sechslings-Werfer-Gestell für die Raketenpanzerbüchse 54 geschaffen, welches neben dem Fahrerplatz über Kopfhöhe des Fahrers montiert wurde. Eine geschweißte Panzerplattenkonstruktion schützte den simplen Richtmechanismus der Konstruktion. Es wurde mit den 56 umgebauten Fahrzeugen eine Abteilung aufgestellt die im Raum Berlin innerhalb der Endkämpfe zum Einsatz gekommen ist. Die Fotografien der zerstörten Fahrzeuge, von denen angenommen wird, dass diese die Suggestiv-Bezeichnung „Wanze“ erhielten, zeugen davon, dass man scheinbar tatsächlich versucht hat, diese zum Einsatz zu bringen.

### Munitionsschlepper Borgward B IV
Im Jahr 1944 wurden mit vermutlich veralteten Fahrzeugen (Ausf. B IV a), wie sich anhand einer bekannten Fotografie annehmen lässt, drei Munitionsschlepper-Kompanien aufgestellt. Diese verfügten über je 15 Fahrzeuge. Die Munitionsschlepper Kompanien 801 (1. Infanterie-Division), 802 (170. Infanterie-Division) und 803 (28. Jäger Division) sind nach Dokumenten um den Jahreswechsel 1944/45 zum Einsatz gekommen. Die fehlende Versorgung mit Kraftstoff und eine fehlende Infrastruktur zur Wartung der Fahrzeuge führte aber offensichtlich schnell zum Ausfall der so eingesetzten Borgward B IV.

### Borgward B IV mit Bildübertragungsgerät
Die Panzer-Versuchs- und Ersatzabteilung 300 (Fkl) erprobte Anfang 1943 einen funkgelenkten schweren Ladungsträger, der mit einer Superikonoskop-Fernsehkamera vom Typ „Tonne P“ bestückt war. Das Bildsignal der Kamera wurde über einen UKW-Sender mit einer Trägerfrequenz von ca. 80 MHz zu einem Leitpanzer gesendet und war dort auf einem Sichtgerät vom Typ „Seedorf P“ zu sehen. Die mechanische Belastung der Elektronenröhren in der Kamera-Sendeanlage war bei einem derartigen Einsatz deutlich zu groß und das System entsprechend unzuverlässig. Aus diesem Grund wurde das System nicht weiterentwickelt.

### Amphibischer Borgward B IV
Im Jahr 1943 wurde als möglicher Ersatz für den Minenräumwagen „Ente“ ein Umbau des Borgward B IV Ausf. b mit Schwimmkörpern versehen. Zwei Fotografien zeigen ein Fahrzeug mit den zwei Schwimmkörpern mit je einem Propeller am Ende, die seitlich nach oben geklappt werden konnten. Die relativ undeutlichen Bilder lassen erkennen, dass vergleichbar anderen deutschen Projekten, der Antrieb der Propeller über das Treibrad der Kette erfolgen sollte. Ein vergleichbares System wurde beim Panzerkampfwagen II erprobt. Das Projekt wurde von der Panzer-Versuchs- und Ersatzabteilung 300 (Fkl) bis hin zur Erprobung in der Ostsee betrieben. Über einen Erprobungstypen ging die Versuchsreihe aber nicht hinaus.

## Museale Rezeption
In folgenden Museen sind schwere Ladungsträger vom Typ Borgward IV ausgestellt:
- Overlord Museum, Normandie
- Heeresgeschichtliches Museum, Wien
- Deutsches Panzermuseum, Munster